# Holthuisana alba
Holthuisana alba is een krabbensoort uit de familie van de Gecarcinucidae. De wetenschappelijke naam van de soort is voor het eerst geldig gepubliceerd in 1980 door Holthuis.